# Fusicornia indica
Fusicornia indica är en stekelart som beskrevs av Mani och Sharma 1980. Fusicornia indica ingår i släktet Fusicornia och familjen Scelionidae. Inga underarter finns listade i Catalogue of Life.